# Mediolanum
Mediolanum, antični Milano, je bil prvotno mesto Insubrov, zatem pa je postal pomembno rimsko mesto v severni Italiji. Zgodovina mesta sega od naselitve Insubrov okoli 600 pr. n. št., prek osvojitve Rimljanov in njegovega razvoja v pomemben center zahodnega krščanstva in glavnega mesta Zahodnega rimskega cesarstva, do njegovega padca pod Gote v gotski vojni, zajetje od Langobardov leta 569 in njihove odločitve, da kot Ticinum postane prestolnica njihovega Kraljestva Italije.
V poznih rimskih časih (300-400 n. št.) je tu živelo okoli 40.000 prebivalcev. Ko je mesto postalo prestolnica Zahodnega rimskega cesarstva, se je prebivalstvo povečalo na 100.000 ljudi in tako je bil Milano eno izmed največjih mest v rimski Italiji.

## Zgodovina
Mediolanum so ustanovili okoli 600 pr. n. št. keltski Insubri, po katerih se je to območje severne Italije imenovalo Insubria. Po legendi, o kateri piše Tit Livij, je galski kralj Ambigat poslal svojega nečaka Bellovesa v severno Italijo na čelu vojske sestavljene iz različnih galskih plemen. Bellovesu je bilo rečeno, naj ustanovi Mediolanum (po legendi v času  Tarkvinija Priska). 
Rimljani, ki jih je vodil konzul Gnej Kornelij Scipion Kalvo, so se borili z Insubri in osvojili mesto 222 pr. n. št. Vodja Insubrov je bil odpeljan v Rim, kjer je predal nadzor nad mestom Rimljanom. Ti so na koncu osvojili celotno regijo in novo provinco poimenovali Cisalpska Galija – »Galija na tej strani Alp« - in morda dali latinizirano keltsko ime: v galščini *medio - pomeni »sredi, srediđšče« in ime elementa – lanon v keltščini je v latinščini –planum – »navaden«, torej *Mediolanon (latinsko Mediolanum) pomeni »(naselje) sredi ravnine«.
Mediolanum je bil pomemben zaradi njegove lokacije vozlišča v cestnem omrežju v severni Italiji. Polibij opisuje deželo kot bogato z vinom in mnogimi vrstami žita in fine volne. Črede prašičev, tako za javno in zasebno oskrbo, so redili v gozdovih. Ljudje so bili znani po svoji velikodušnosti.
V Avgustovem času je bil Mediolanum znan po svojih šolah; mesto je imelo gledališče in amfiteater (129,5 X 109,3 m ). Velik kamnit zid  je obkrožal mesto v Cezarjevem času, ki ga kasneje, v poznem 3. stoletju n. št., razširil Maksimijan. Mediolanum je postal sedež prefekta Hadrijanove Ligurije (praefectus Liguriae), Konstantin pa ga je določil za sedež vikariata Italije (Vicarius Italiae). V tretjem stoletju je Mediolanum posedoval kovnico , horreum (vrsta javnega skladišča) in cesarski mavzolej. Leta 259 so rimske legije pod poveljstvom cesarja Galiena trdno premagale Alemane v bitki za Mediolanum.
Leta 286 je Dioklecijan preselil prestolnico zahodnega rimskega cesarstva iz Rima v Mediolanum. Sam se je odločil, da bo prebival v Nikomediji v vzhodnem delu cesarstva, njegov kolega Maksimijan pa v Milanu. Maksimijan je zgradil številne velikanske spomenike, velik cirkus (470 x 85 metrov), terme »Herkulove terme«, velik kompleks cesarske palače in druge stavbe, za katerimi ostajajo manj vidne sledi. Maksimijan je povečal mesto območje z novim, večjim kamnitim zidom (dolgim približno 4,5 km), z mnogimi 24-stranskimi stolpi. Monumentalno območje je imelo stolpa dvojčka; eden je bil vključen v samostan San Maurizio Maggiore in je 16,60 m visok.
V Milanu je leta 313 cesar Konstantin izdal Milanski edikt in s tem podelil toleranco do vseh religij znotraj cesarstva ter utiral pot krščanstvu, ki je postalo prevladujoča vera cesarstva. Konstantin je v Milanu praznoval poroko svoje sestre z vzhodnim cesarjem Licinijem. V Mediolanum so živele krščanske skupnosti, ki so med preganjanjem prispevale svoj delež mučencev, vendar je bil Merocles prvi milanski škof, ki je bil zgodovinsko prisoten v čudežu, in je bil udeleženec koncila v Rimu leta 313. Sredi četrtega stoletja je arijanski spor v Mediolanumu razdelil kristjane; Konstancij II. je podpiral arijanske škofe, ki so bili na trenutke tekmec škofij. Auxentius Milanski (umrl 374) je bila spoštovan arijanski teolog in milanski škof.
V času škofa svetega Ambroža (škof 374-397), ki je zatiral arijance, in cesarja Teodozija I., sta v Mediolanumu dosegla veličino starodavne moči.
Mesto je imelo tudi številne bazilike, zgrajene v poznem 4. stoletju n. št. To so San Simpliciano, San Nazaro, San Lorenzo in kapela San Vittore, ki se nahaja v baziliki svetega Amroža. Na splošno velja, da je pozno cesarstvo v Mediolanumu spodbudilo razvoj uporabnih umetnosti, izdelki iz slonovine in srebra so bili enako pomembni, kot gradnje javnih zgradb. V kripti stolnice so ohranjene ruševine starodavne cerkve sv. Tecla in krstilnik, kjer je bil krščen sv. Avguštin iz Hipona.
Leta 402 so mesto oblegali Goti, zato je bila cesarska  rezidenca preseljena v Raveno. Leta 452 je spet napadel Atila, vendar je pravi prelom s svojo cesarsko preteklostjo prišel leta 538, v času gotske vojne, ko je Mediolanum opustošil Uraja, nečak gotskega kralja Vitigeza. Langobardi so za svoje glavno mesto izbrali Ticinum (preimenovan v "Papia", od tod današnja Pavia) in oblast v zgodnjesrednjeveškem Milanu prepustili njegovim nadškofom.

## Ohranjene strukture
Nekatere spomenike rimskega Mediolanume se še vedno vidi v Milanu:
- V baziliki sv. Ambroža:
  - Kapela sv. Vittoreja, s poznoantičnimi mozaiki
  - Tako imenovan »grob Stilicho«, sestavljen iz rimskega sarkofaga in drugega materiala.
  - Velika zbirka napisov.
- Stebrišče di San Lorenzo, stebrišče pred cerkvijo sv. Lovrenca.
- Rimski lapidarij v Archi di Porta Nuova.
- Redki ostanki velikega amfiteatra, ki je zdaj arheološki park.
- Stolp (16,6 m visok) cirkusa, ki je zdaj v notranjosti samostana San Maurizio Maggiore.
- Nekaj moenia (zidu) in stolp z 24 stranicami (Maksimijan, 3. stoletje)
- Bazilika San Lorenzo (4.-5. st.) in kapela San Aquilino.
- Ruševine cesarske palače.
- Nekateri ostanki Herkulovih term; ostanki stropov in tal so v arheološkem muzeju.
- Telo svetega Ambroža (umrl 397) in tistimi možnimi svetih Gervasija in Protazija - ali v vsakem primeru, zgodnjih mož, najdenih v času svetega Ambroža, ki so še vedno v kripti cerkve sv. Ambroža.
- Kripta San Giovanni in Conca
- Nekaj moenia in nekateri ostanki pločnika na Piazza Missori in istoimenski postaji metroja.